# Banche (maçonnerie)
Pour les articles homonymes, voir banche.

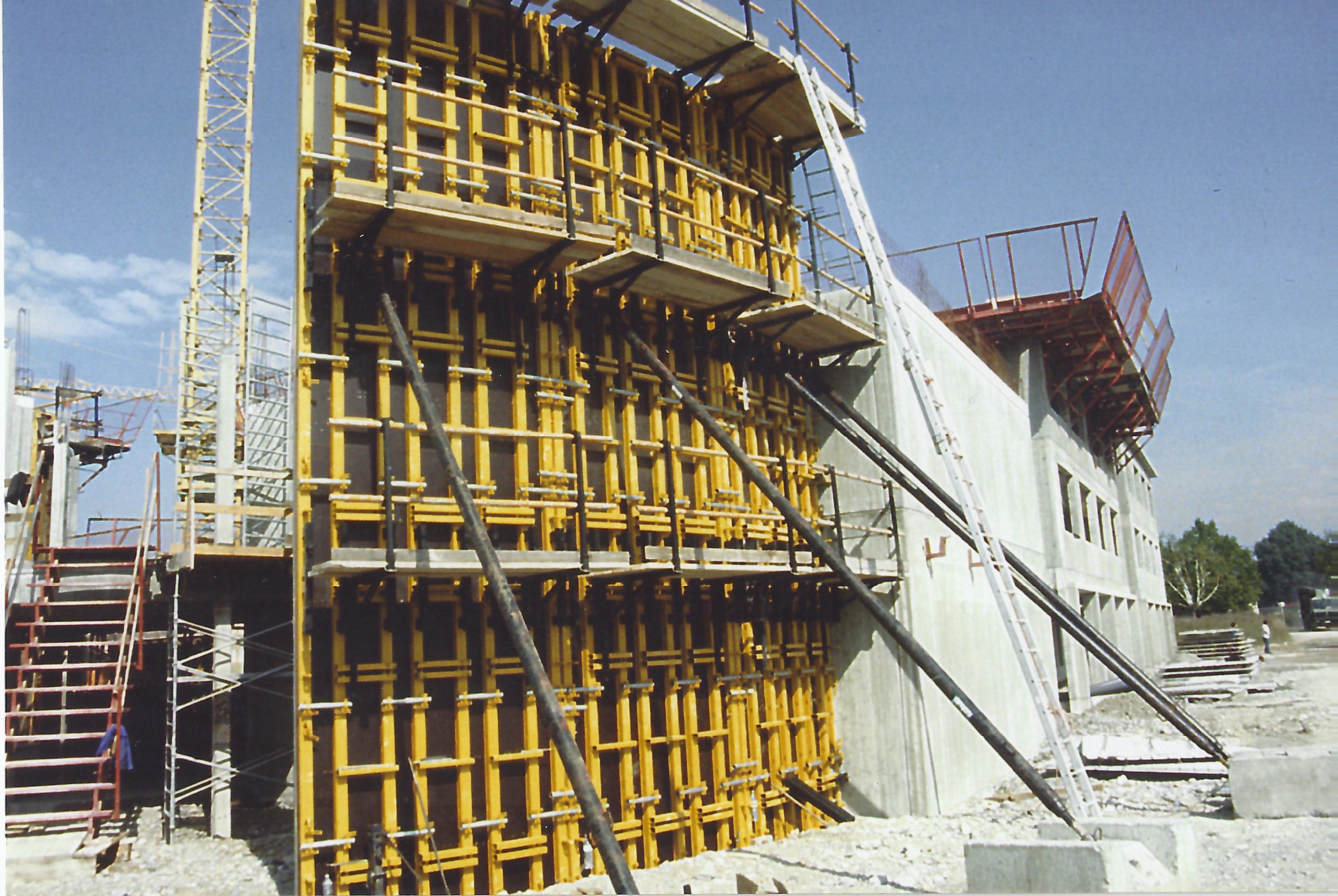
Banche métallique Maxi-Form Cotub de fabrication suisse, résistance à 100 kN pour un béton de type 4.1.

Une banche est un élément de coffrage d'abord utilisé dans la technique du pisé. Dans les travaux de bâtiment et travaux publics, on les utilise désormais principalement pour coffrer les murs de béton généralement armé. Les banches peuvent être métalliques ou bien faites en bois (souvent contreplaqué avec une paroi glacée pour obtenir un béton avec un aspect bien lisse).
L'expression « béton banché » est généralement utilisée pour indiquer qu'un élément a été coffré et coulé en place, par opposition à un élément préfabriqué, puis ripé à sa position finale. 

## Histoire

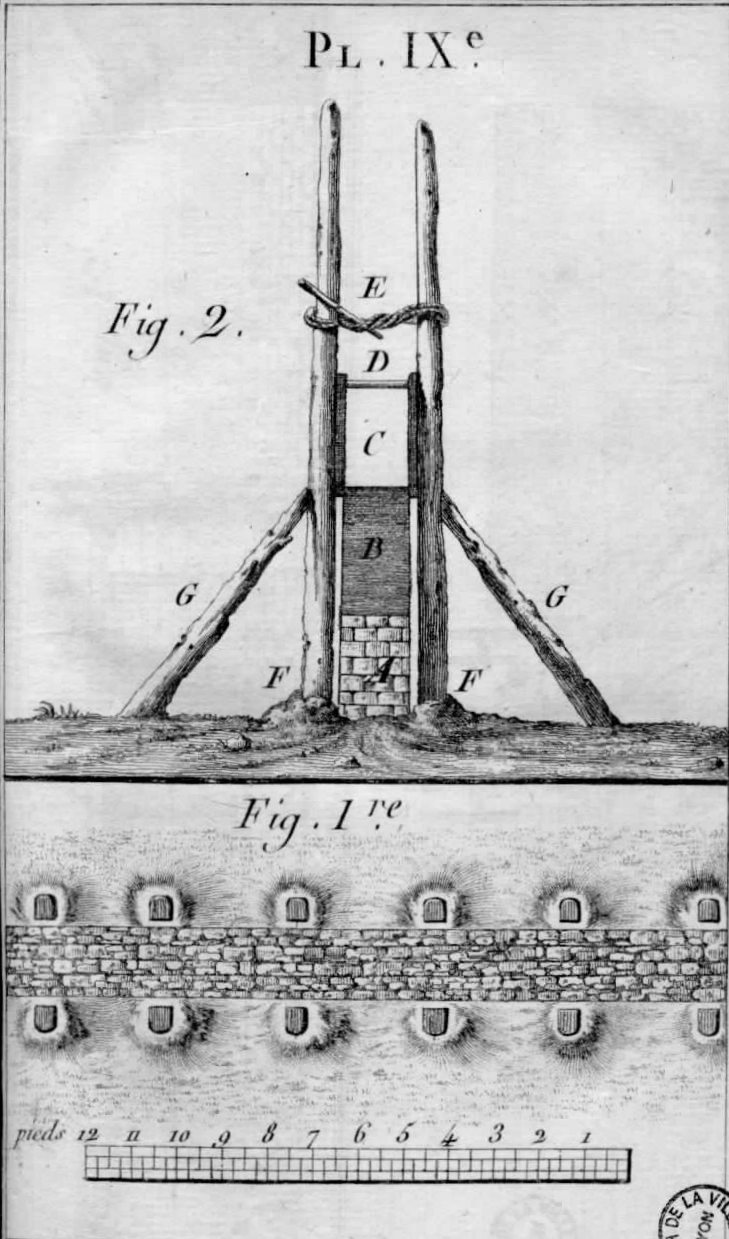
Type de banches utilisées en Bresse au XVIIIe siècle pour des constructions en pisé.

Les banches de maçonnerie, nom apparu fin du XVIIe siècle, sont à l'origine des panneaux de planches d'environ 2 m x 1 m. Elles sont utilisées face à face pour mouler partie par partie un pan de mur épais.
On solidarise les panneaux avec des clefs, des pièces de bois posées en travers du mur montant, elles soutiennent les panneaux sur le mur. Ces clefs retirées laissent un « trou de clef ». Les panneaux sont maintenus à l'écart par des entretoises et des tirants de corde placés en haut des montants de panneau.
La banchée en construction rustique est faite avec du pisé ou un blocage de très petits moellons, de caillasse et mortier.
Les murs deviennent de plus en plus minces avec les progrès faits sur les ciments liants. Au début du XXe siècle, les premiers bétons au ciment artificiel, notamment les bétons de mâchefer ont été banchés de cette façon. Cette technique est considérée comme une manière moins noble que l'appareillage de pierre.
Les balèvres apparaissent, ce sont des coulures entre des planches disjointes et au raccord des banchées. Des nids d'agrégats qui se délitent avec le temps apparaissent si la banchée a été mal mise en œuvre. Et, dans l'autoconstruction, les petits bouts arrachés aux planches au décoffrage beaucoup trop tardif restent dans le mur.
Après les surfaces simplifiées des murs et les hauteurs d'étage diminuées qui ont été étudiés pour le logement populaire au début du XXe siècle, avec la standardisation de la décennie 1960, ces banches ont donné les coffrages dans la construction répétitive des voiles minces de béton. Les banches comportent des panneaux de pleine hauteur d'étage, utilisés par des ouvriers coffreurs qui apprennent à démouler sans désordre (en enduisant par exemple les panneaux de bois avec de l'huile de vidange qui laisse des traces grisâtres). Des tables moulantes sont fabriquées qui se servent ensuite de ces principes, sur un seul panneau horizontal, pour faire des planchers-dalles. La banche passe alors du panneau de bois à contreforts en bastaings à la banche métal avec des chandelles.
Le brut de décoffrage avec ses aspérités résiduelles qui s'impose dans la construction économique de l'après-Seconde Guerre mondiale peut devenir, en suivant les convictions de certains architectes une façon de bâtir esthétique, elle aboutit aussi à l'esthétique plus minutieuse des voiles préfabriqués qui ne portent pas les traces des débuts, celles des coups de masse donnés au décoffrage à la peau qui la reproduit.
Cette façon nouvelle de faire va laisser à l'écart la mise en œuvre de maçonnerie traditionnelle de blocs cimentés, et de construction de planchers de bois. Ce transfert de technique qui a influé énormément sur le paysage architectural est fait essentiellement à partir de l'ingénierie civile de construction des grands ouvrages, barrages, ponts et de la construction industrialisée de bâtiments d'usines.

## Éléments constitutifs du coffrage

### Le panneau proprement dit

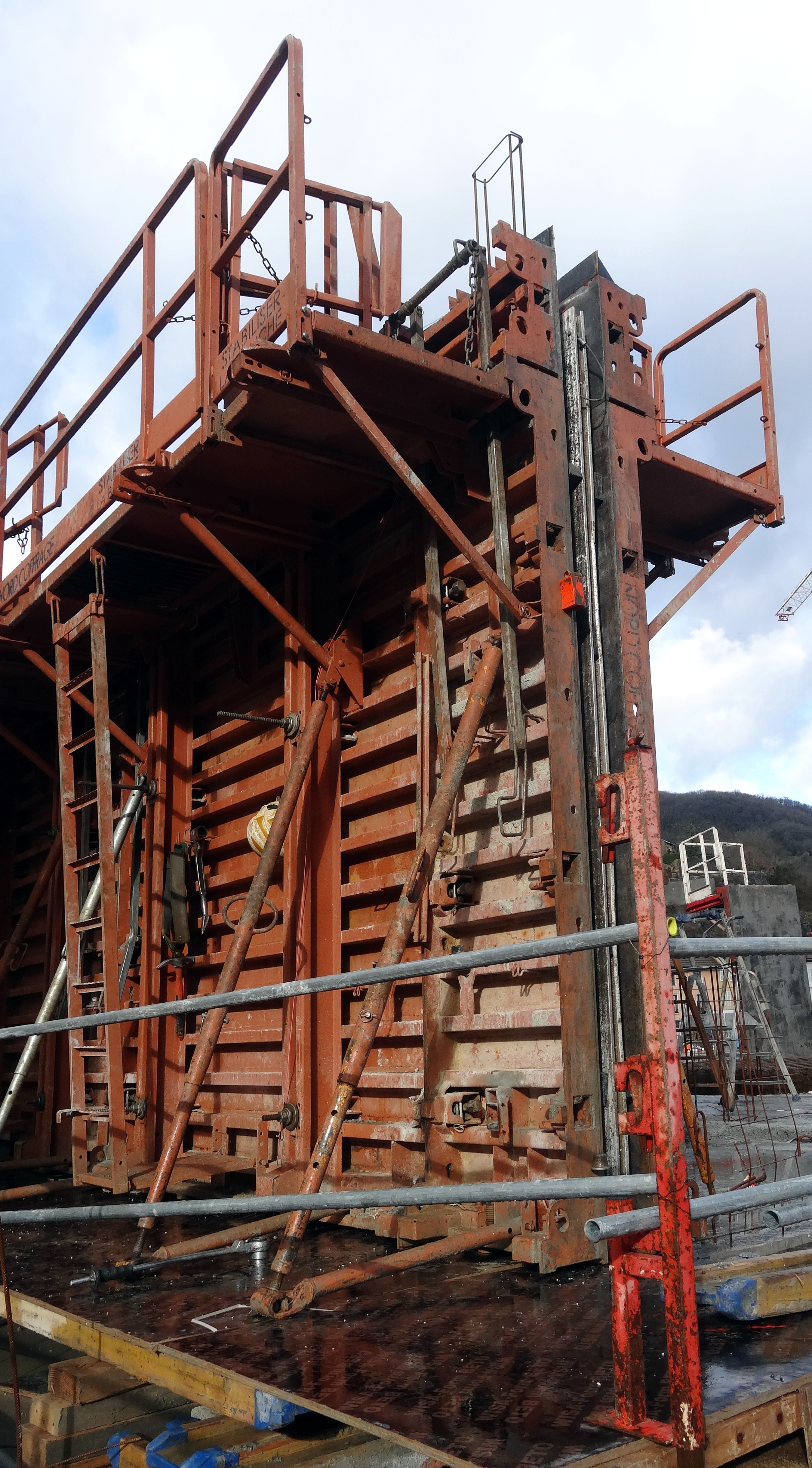
Banches avec pieds, raidisseurs, échelles d'accès et passerelles intégrées.

Un panneau coffrant est toujours constitué des éléments suivants :
- une peau (en bois, en composite ou en métal) qui peut donner une forme de relief de façade au voile coulé ;
- des raidisseurs.

Il lui est souvent adjoint :
- des pieds permettant la stabilité et le réglage ;
- une passerelle permettant le bétonnage en sécurité ;
- une échelle d'accès à la passerelle ;
- différents boulons et pièces de liaison permettant la superposition et le raccordement entre panneaux.

### Les autres éléments du coffrage
- Les tiges de serrage en acier.
- Les entretoises (ou gros de mur).
- Les négatifs : les réservations et les ouvertures sont réalisées au moyen de négatifs en bois, en métal, en résine ou en polystyrène mis en place entre les banches avant le coulage. Dans le cas d'ouvertures, de baie, (portes, fenêtres, trappes, grilles…), on parle de mannequins. Les négatifs pour les réservations de petites dimensions sont souvent appelés « boites ». Il existe différents types de fixation des négatifs, qui peuvent être aimantés ou soudés dans le cas de coffrage métallique, vissés ou cloués pour les coffrages bois. La première solution ne détériore pas les peaux.
- Les lests de contreventement qui sont utiles pour la sécurité du personnel de chantier lors des bourrasques.
- Les étais tirant/poussant de contreventement.
- Les compas.
- Les aimants qui servent à fixer les négatifs ou les abouts sur les peaux de coffrage métallique.

## Mode opératoire pour réaliser un voile

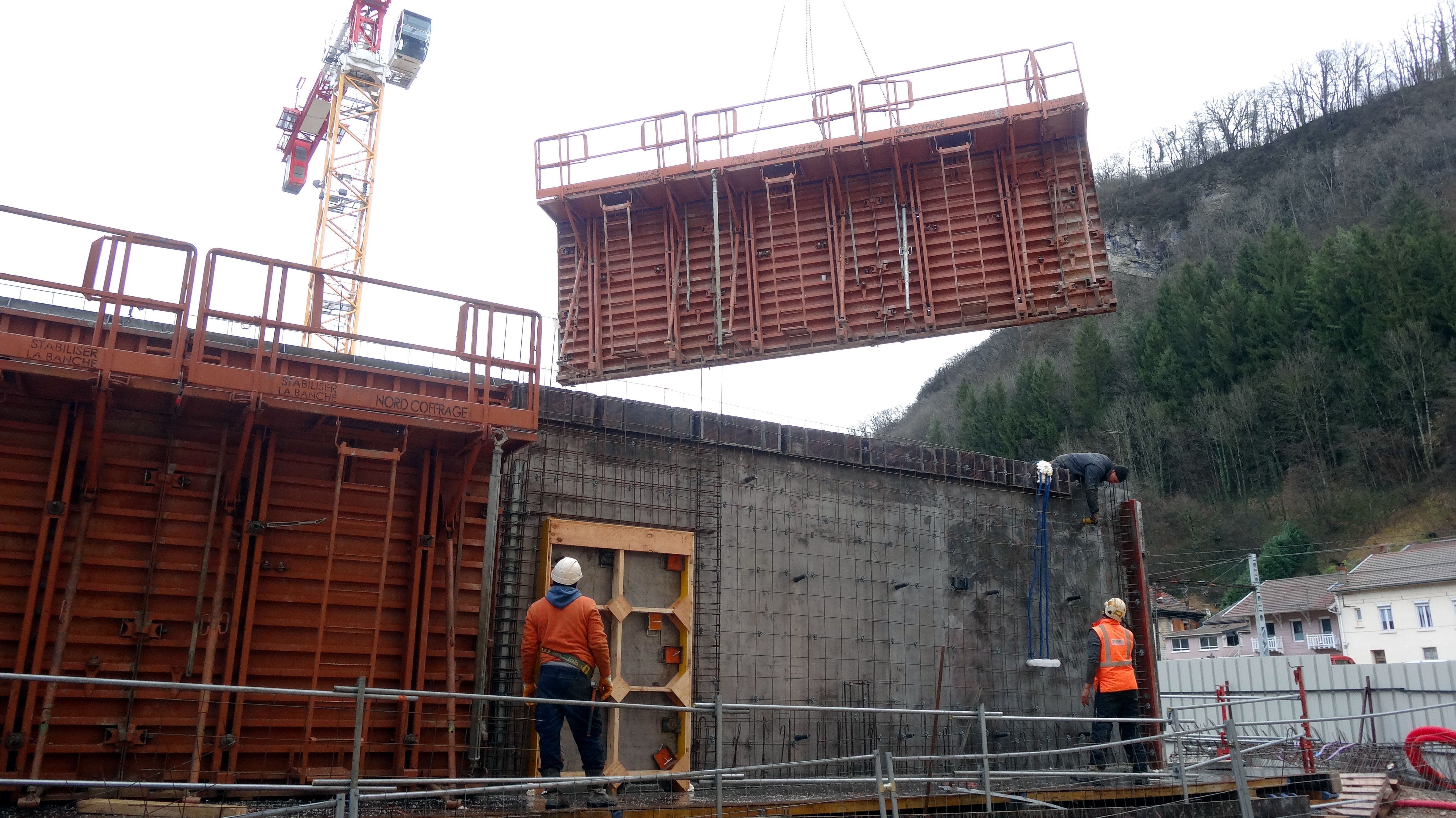
Pose d'une banche métallique à l'aide d'une grue. On remarque une réservation pour une porte dans le coffrage.

Les banches sont généralement utilisées pour la construction de grands bâtiments car elles nécessitent des engins de levage (grues…) pour la manutention, sauf les banches manu-portables qui sont souvent utilisées pour les murs de soutènement ou les murs de soubassement dans le cas de maisons en demi sous-sol. Elles permettent un gain de temps et de qualité dans la réalisation de ces ouvrages.
Les voiles en béton banché sont soumis à un certain nombre de normes (voir le site de l'AFNOR, Association Française de NORmalisation, attention certaines normes sont payantes).
- Clouer les talonnettes au sol (en suivant le tracé, si le voile fait 20 cm d'épaisseur les talonnettes feront 20 cm)
- Mise en place de lests (2 lests par banche si banche isolée pour une hauteur de 2,80 m)
- Présenter la première banche, la plomber sur le chant, puis sur la face coffrante
- Assembler toutes les banches nécessaires
- Après dégrossissage de l'aplomb amarrage des stabilisateurs au lest
- Mise en place des abouts de coffrage
- Tracer le niveau d'un mètre et d'un laser
- Tracer la position de l'arase du béton
- Tracer sur la banche la position des mannequins (s'il y en a)
- Mise en place du (des) mannequin(s)
- Huiler la (ou les) banche(s)(protéger les armatures en attente)
- Mise en place des boites d'aciers à déplier de type STABOX (c) (pour les reprises)
- Mise en place des armatures (treillis soudés, chainage…), puis mettre en place les cônes sur les tiges (pour protéger les tiges lors du bétonnage)
- Fermer le coffrage et serrer les tiges
- Vérifier l'aplomb et contrôler l'alignement
- Coulage en vibrant le béton pour le vider de l'air qui y pénètre
- Après coulage, recontrôler aplomb et alignement
- Positionner les attentes (si nécessaire)
- Nettoyer les banches (après décoffrage)

Voici quelques étapes dans le cas de banches manu-portables (positionnables sans engin de levage)

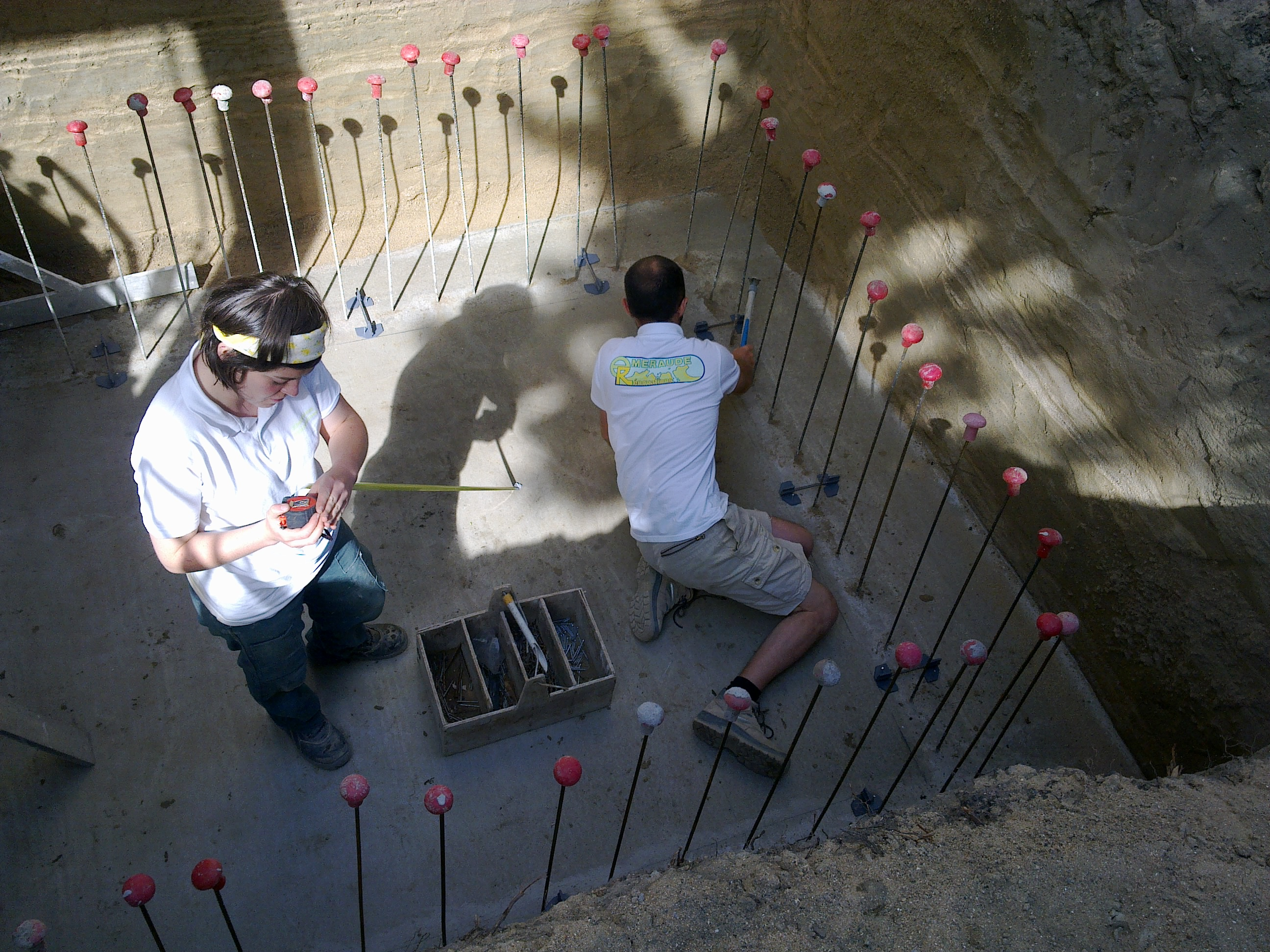
Pose des talonnettes de 20 cm.
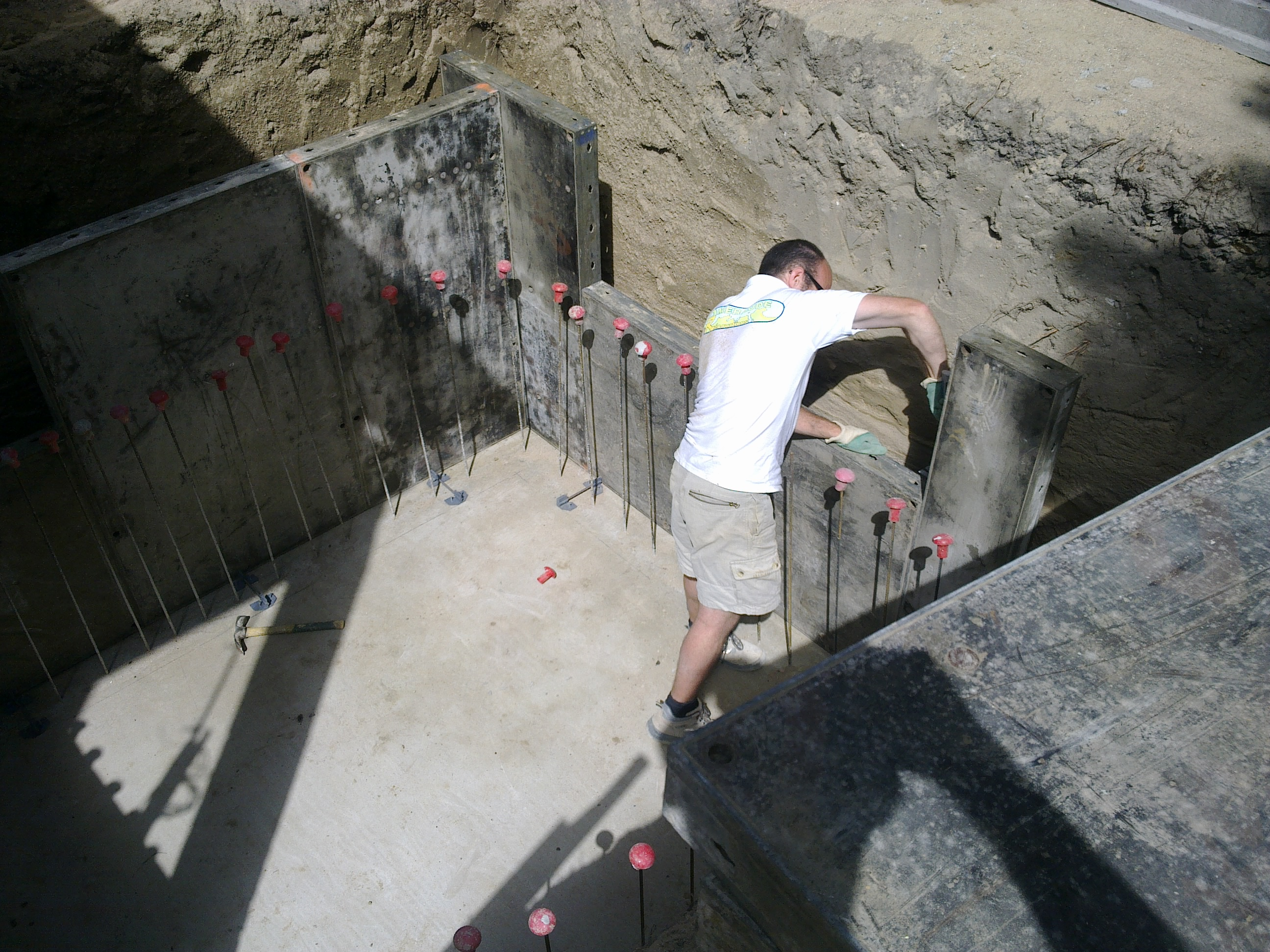
Pose de la 1re face de banche.
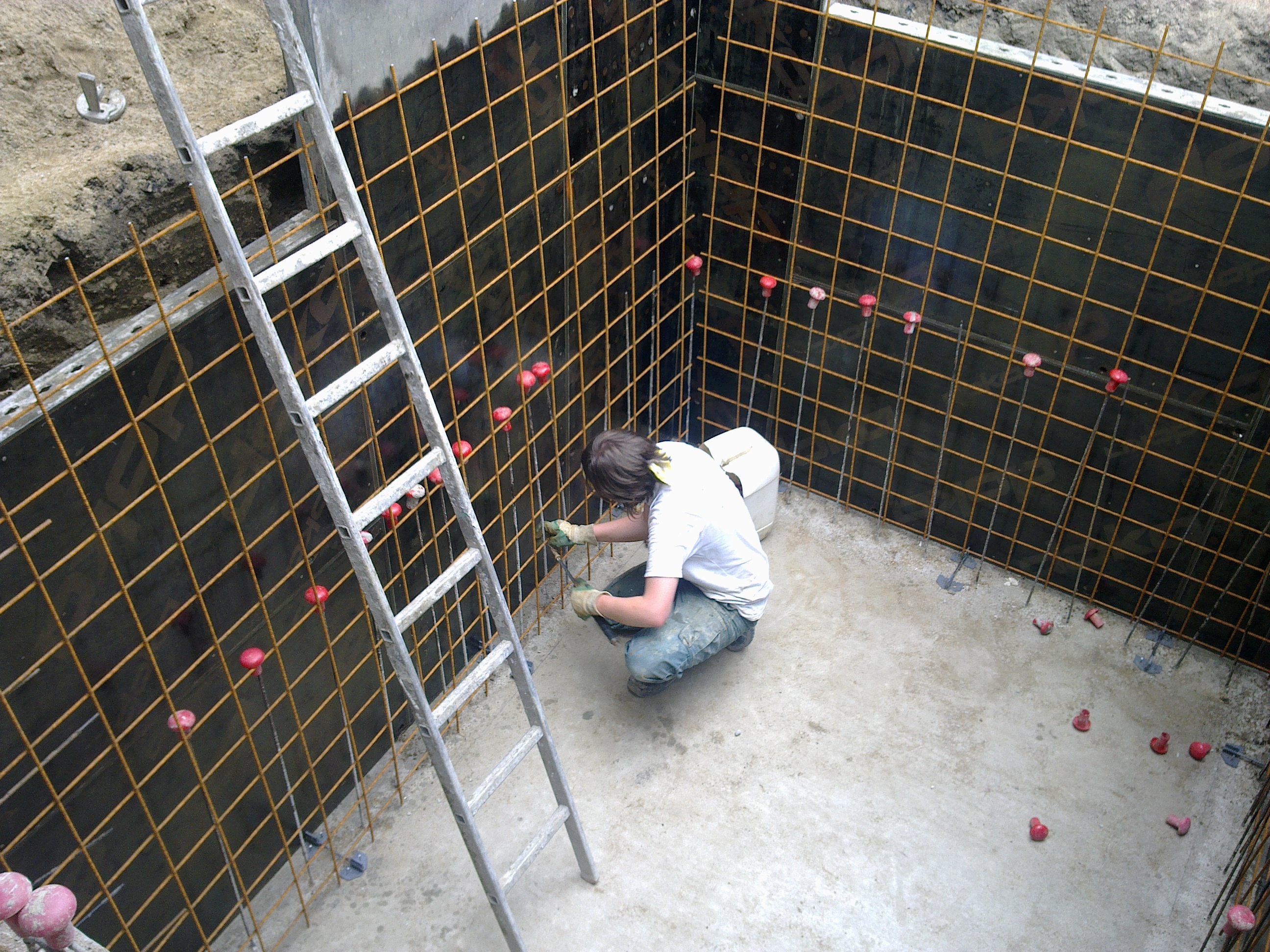
Pose du treillis soudé.
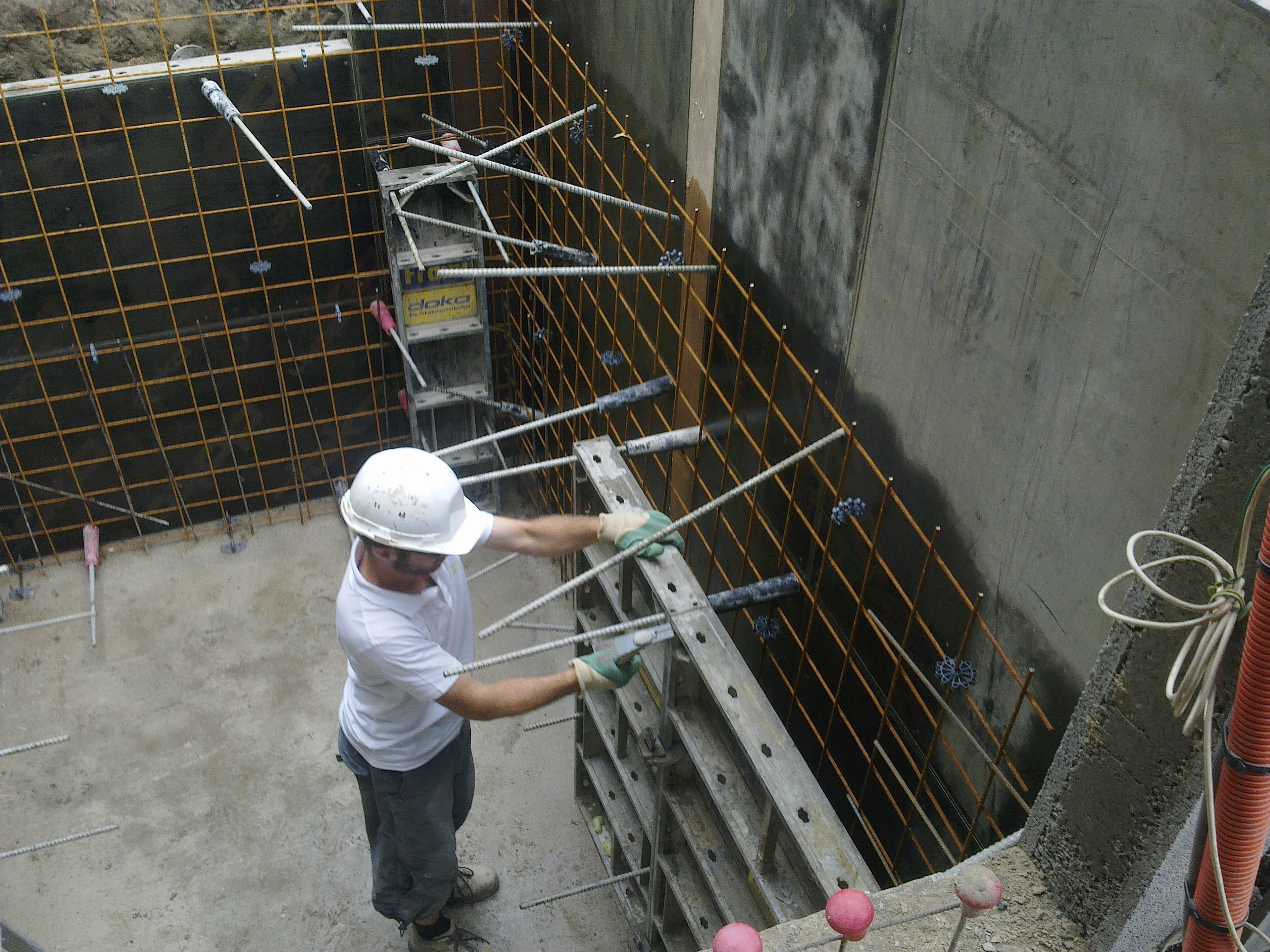
Pose de la 2e face de banche.
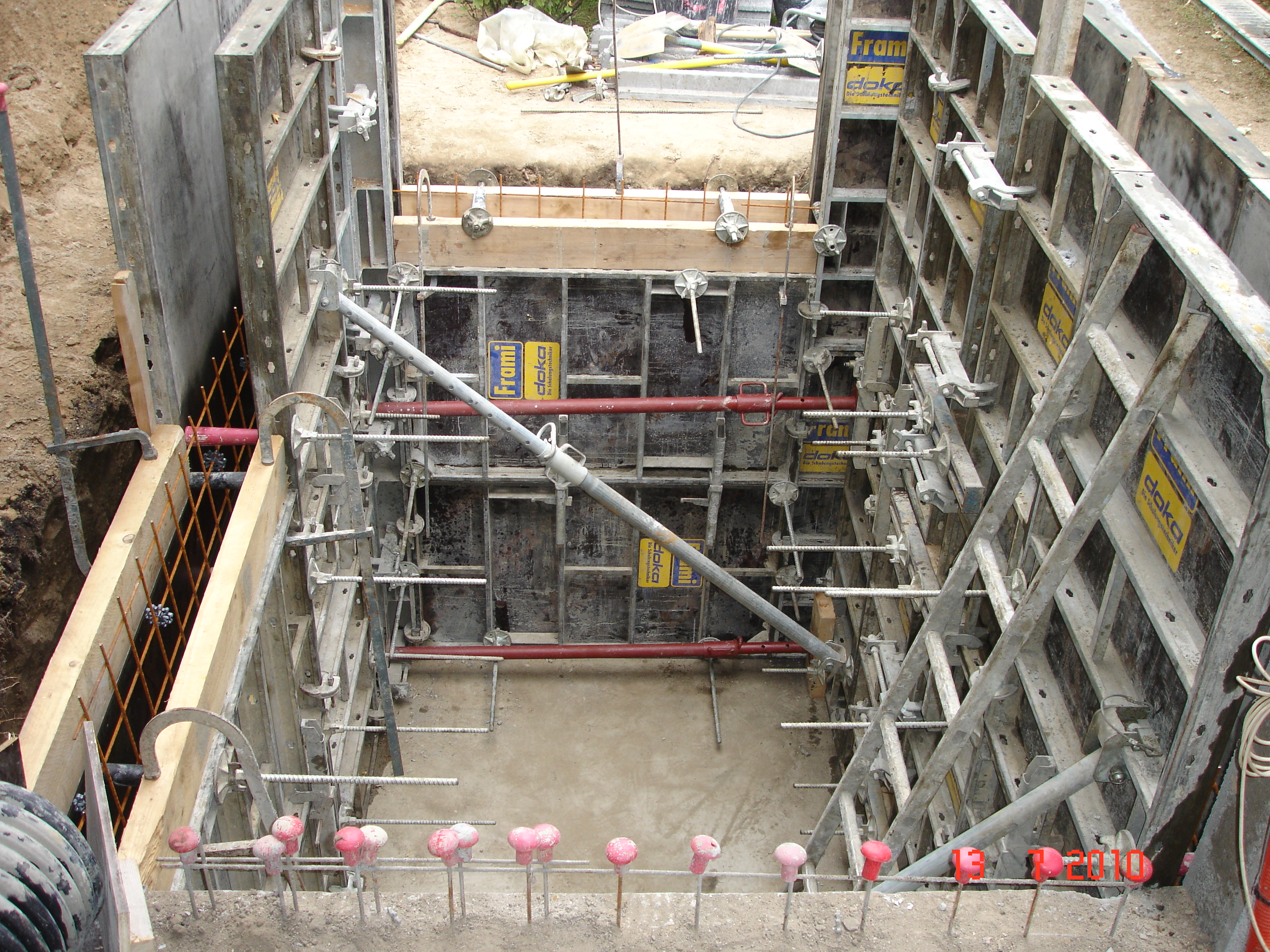
Le voile est banché.
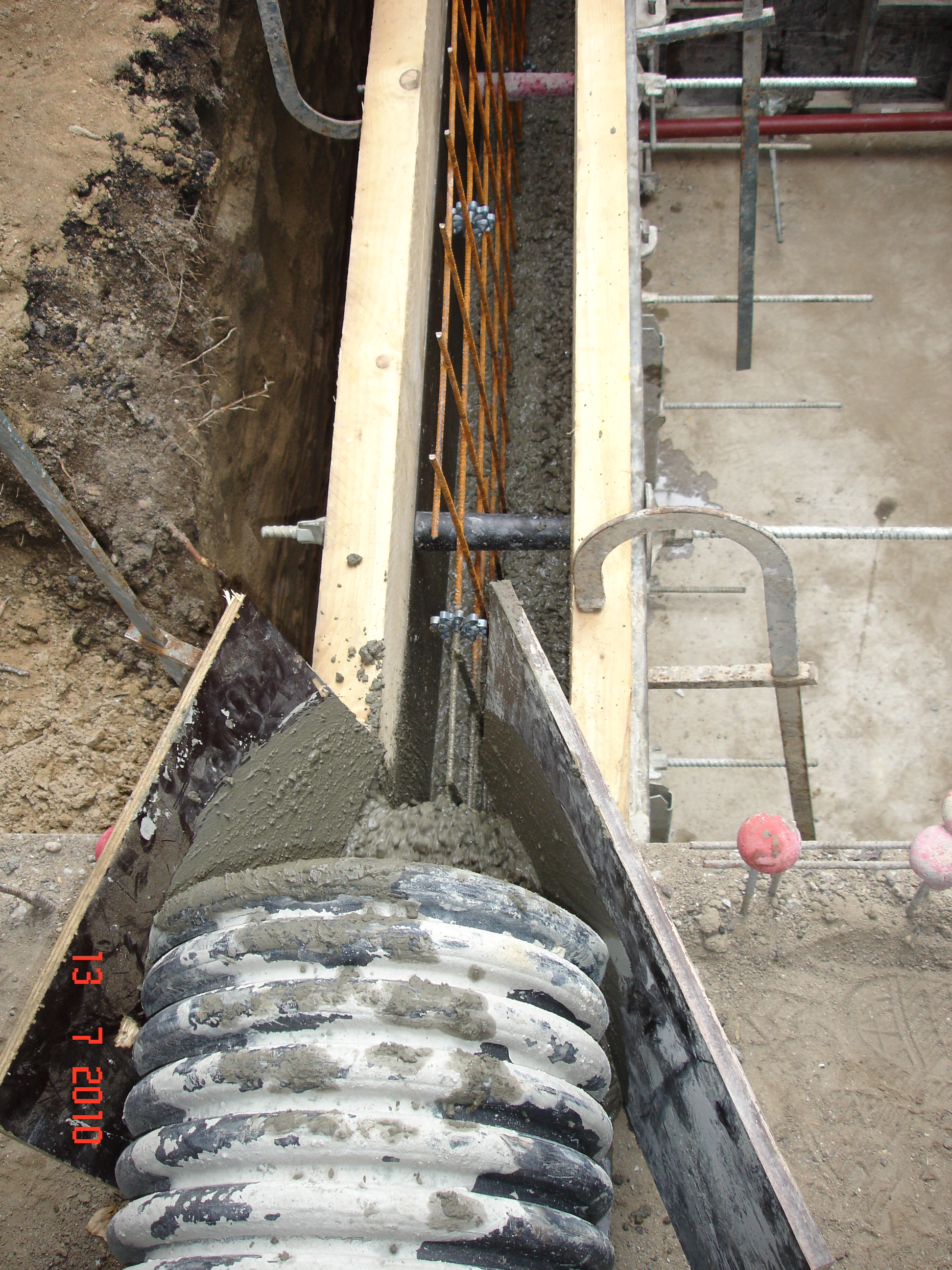
Coulage du voile avec du béton prêt à l'emploi.
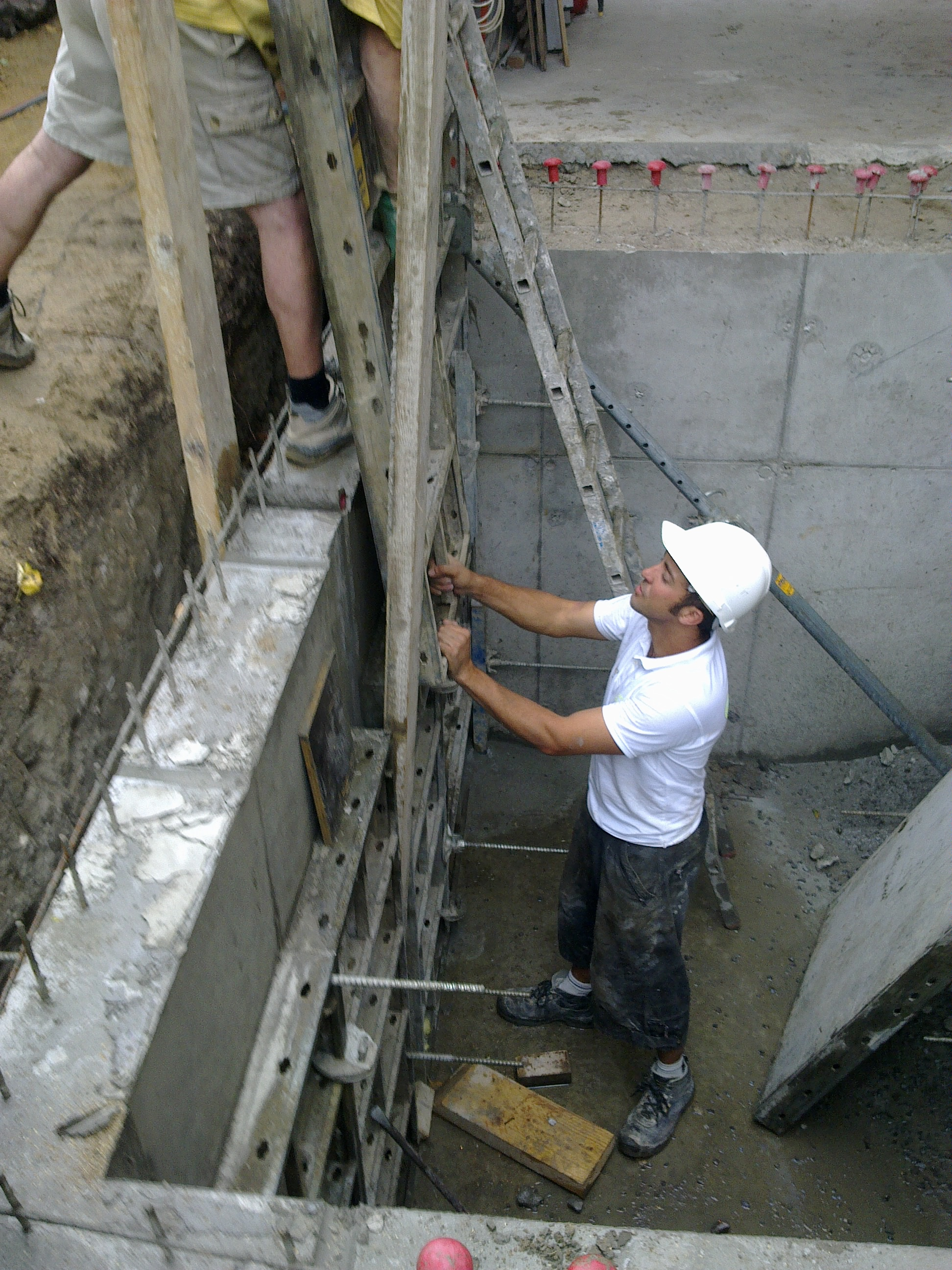
Décoffrage du voile.
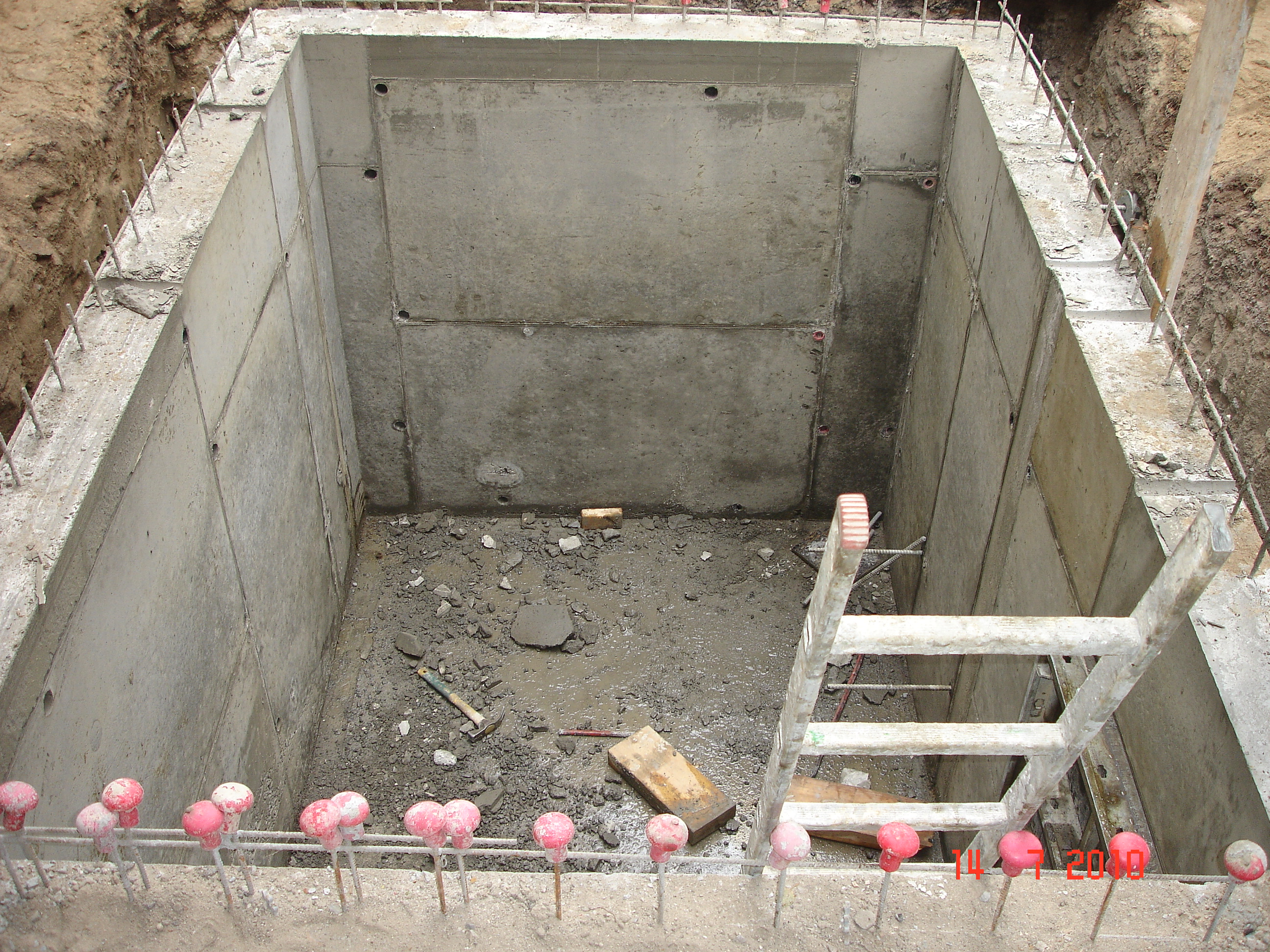
Le voile en béton est décoffré.